# Porodin, Žabari
Porodin (izvirno srbsko Породин) je naselje v Srbiji, ki upravno spada pod Občino Žabari; slednja pa je del Braničevskega upravnega okraja.

## Demografija
V naselju živi 1648 polnoletnih prebivalcev, pri čemer je njihova povprečna starost 46,2 let (45,1 pri moških in 47,3 pri ženskah). Naselje ima 651 gospodinjstev, pri čemer je povprečno število članov na gospodinjstvo 3,13.
To naselje je, glede na rezultate popisa iz leta 2002, večinoma srbsko, a v času zadnjih treh popisov je opazno zmanjšanje števila prebivalcev.
|  |

| Demografija | Demografija     | Demografija     |
| Leto        | Št. prebivalcev | Št. prebivalcev |
| ----------- | --------------- | --------------- |
|             |                 |                 |
|             |                 |                 |
|             |                 |                 |
|             |                 |                 |
| 1948        | 4199            |                 |
| 1953        | 4213            |                 |
| 1961        | 4121            |                 |
| 1971        | 4006            |                 |
| 1981        | 3730            |                 |
| 1991        | 3454            | 2738            |
| 2002        | 3005            | 2036            |
|             |                 |                 |

| Etnična sestava po popisu iz leta 2002 | Etnična sestava po popisu iz leta 2002 | Etnična sestava po popisu iz leta 2002 | Etnična sestava po popisu iz leta 2002 | Etnična sestava po popisu iz leta 2002 |
| -------------------------------------- | -------------------------------------- | -------------------------------------- | -------------------------------------- | -------------------------------------- |
| Srbi                                   | Srbi                                   |                                        | 1.941                                  | 95,33%                                 |
| Vlahi                                  | Vlahi                                  |                                        | 39                                     | 1,91%                                  |
| Romuni                                 | Romuni                                 |                                        | 30                                     | 1,47%                                  |
| Jugoslovani                            | Jugoslovani                            |                                        | 5                                      | 0,24%                                  |
| Črnogorci                              | Črnogorci                              |                                        | 2                                      | 0,09%                                  |
| Makedonci                              | Makedonci                              |                                        | 1                                      | 0,04%                                  |
| Neznano                                | Neznano                                |                                        | 8                                      | 0,39%                                  |